# Nevino srce
Nevino srce (s polnim naslovom: Nevino srce: Nova zbirka domorodnih i ljubavnih pjesama) je šesti studijski album slovenske avantgardne rock skupine Buldožer. Izdan je bil leta 1983 pri založbah Helidon in Suzy.

## Glasba
"Slovenija" je pesem s smešnim domoljubnim besedilom, na katerem kot kitarist gostuje Davor Rodik (iz skupine Plava trava zaborava), kot vokalist pa Boris Knehtl.
"Smrt Morisona Džima" govori o zlorabi substanc in posledični smrti Jima Morrisona, vokalista kultne losangeleške rock skupine The Doors.
Besedilo pesmi "Volio sam enu Slovenku" je prvoosebna zgodba o Srbu, ki se zaljubi v Slovenko. Napisano je v južnjaški slovenščini (mešanici slovenskega in srbohrvaškega jezika).
"Garçon de Yougoslavie" ("Fant iz Jugoslavije") je priredba pesmi Joeja Dassina, za katero je Marko Vezovišek priredil besedilo. Gostujoč vokal je prispevala hrvaška igralka Mira Furlan.

## Seznam pesmi
Vsa besedila je napisal Boris Bele, vso glasbo sta napisala Bele in Borut Činč, razen kjer je to navedeno.
| Stran A | Stran A               | Stran A |
| Št.     | Naslov                | Dolžina |
| ------- | --------------------- | ------- |
| 1.      | „Slovenija‟           | 4:22    |
| 2.      | „Smrt Morisona Džima‟ | 4:11    |
| 3.      | „Prljavi muškarci‟    | 4:33    |
| 4.      | „Mrtvaci‟             | 4:21    |

| Stran B | Stran B                                               | Stran B |
| Št.     | Naslov                                                | Dolžina |
| ------- | ----------------------------------------------------- | ------- |
| 1.      | „Nevino srce‟                                         | 3:44    |
| 2.      | „Volio sam enu Slovenku‟                              | 3:33    |
| 3.      | „Proljeće‟                                            | 3:00    |
| 4.      | „Drugarice vojniče‟                                   | 3:06    |
| 5.      | „Garçon de Yougoslavie‟ (Joe Dassin, Marko Vezovišek) | 3:39    |

## Zasedba
Buldožer
- Boris Bele — glavni vokal, kitara
- Uroš Lovšin — kitara
- Dušan Vran — bobni
- Andrej Veble — bas kitara, spremljevalni vokali
- Borut Činč — klaviature, spremljevalni vokali, soproducent

Tehnično osebje
- Aco Razbornik — snemanje
- Jurij Toni — asistent snemanja